# 圣克里斯托夫德布瓦
圣克里斯托夫-德布瓦（法語：Saint-Christophe-des-Bois，法語發音：[sɛ̃ kʁistɔf de bwa]）是法国伊勒-维莱讷省的一个市镇，属于富热尔-维特雷区。

## 地理
圣克里斯托夫-德布瓦（48°13'36"N, 1°14'51"W）面积9.26 平方千米，位于法国布列塔尼大區伊勒-维莱讷省，该省份为法国西北部沿海省份，位于布列塔尼半岛东部，北濒大西洋，西接阿摩尔滨海省和莫尔比昂省，南至大西洋卢瓦尔省，西南端接曼恩-卢瓦尔省，东临马耶讷省，东北与芒什省接壤。
与圣克里斯托夫-德布瓦接壤的市镇（或旧市镇、城区）包括：旺德莱地区沙蒂永、巴拉泽、默塞、蒙特勒伊德朗德、泰利、瓦勒迪泽。
圣克里斯托夫-德布瓦的时区为UTC+01:00、UTC+02:00（夏令时）。

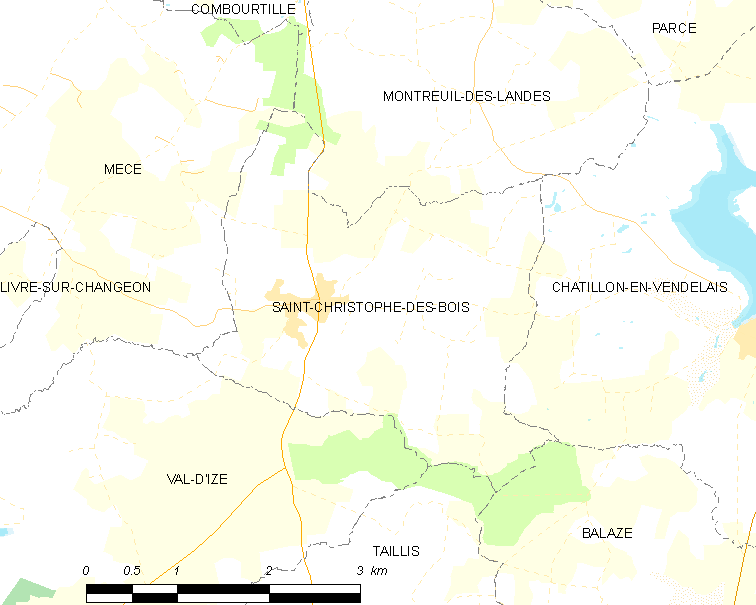
圣克里斯托夫-德布瓦的OSM定位图

## 行政
圣克里斯托夫-德布瓦的邮政编码为35210，INSEE市镇编码为35260。

## 政治
圣克里斯托夫-德布瓦所属的省级选区为维特雷县。

## 人口

1962-2008年间圣克里斯托夫-德布瓦人口变化图示

圣克里斯托夫-德布瓦于2022年1月1日时的人口数量为562人。